# 10275 Nathankaib
10275 Nathankaib è un asteroide della fascia principale. Scoperto nel 1981, presenta un'orbita caratterizzata da un semiasse maggiore pari a 2,3644448 UA e da un'eccentricità di 0,2059846, inclinata di 3,66364° rispetto all'eclittica.
L'asteroide è dedicato a Nathan Kaib, planetologo statunitense.